# Swamp Thing (televisieserie uit 1990)
Swamp Thing is een Amerikaanse televisieserie gebaseerd op het gelijknamige personage van DC Comics. De serie liep drie seizoenen met een totaal van 72 afleveringen.

## Productie
De serie werd opgenomen in nieuwe Universal Studios Florida. Acteur Dick Durock, die in de films Swamp Thing en The Return of Swamp Thing de rol van Swamp Thing vertolkte, speelde ook in deze serie de hoofdrol.
De serie zou in 2008 op dvd uitkomen.

## Verhaal
De serie draait om Swamp Thing, een moeraswezen met de macht over planten en bovenmenselijke kracht. Hij was ooit een wetenschapper genaamd Alex Holland, maar bij een brand in zijn laboratorium werd hij blootgesteld aan vreemde chemicaliën. Vervolgens belandde hij in het moeras, waar de chemicaliën en moerasplanten hem veranderden in wat hij nu is.
In de serie vecht Swamp Thing vooral tegen de slechte dr. Anton Arcane, die verantwoordelijk was voor de brand in Alecs lab.

## Cast
- Dick Durock, Swamp Thing
- Mark Lindsay Chapman, Dr. Anton Arcane
- Carrell Myers, Tressa Kipp
- Scott Garrison, Will Kipp
- Kevin Quigley, Graham

## Afleveringen

### Seizoen 1
1. The Emerald Heart
2. The Living Image
3. The Death of Dr. Arcane
4. The Legend of the Swamp Maiden
5. Spirit of the Swamp
6. Blood Wind
7. Grotesquery
8. Natural Enemy
9. Treasure
10. New Acquaintance
11. Falco
12. From Beyond the Grave
13. The Shipment
14. Birth Marks
15. Dark Side of the Mirror
16. Silent Screams
17. Walk a Mile in My Shoots
18. The Watchers
19. The Hunt
20. Touch of Death
21. Tremors of the Heart
22. The Prometheus Parabola

### Seizoen 2
1. Night of the Dying
2. Love Lost
3. Mist Demeanor
4. A Nightmare on Jackson Street
5. Better Angels
6. Children of the Fool
7. A Jury of His Fears
8. Poisonous
9. Smoke and Mirrors
10. This Old House of Mayan
11. Sonata

### Seizoen 3
1. Dead and Married
2. Powers of Darkness
3. Special Request
4. What Goes Around Comes Around, Comes Around
5. Fear Itself
6. Changes
7. Destiny
8. Tatania
9. Mirador's Brain
10. Lesser of Two Evils
11. Revelations
12. Easy Prey
13. The Handyman
14. Future Tense
15. Hide in the Night
16. Pay Day
17. The Return of LaRoche
18. Rites of Passage
19. Never Alone
20. A Most Bitter Pill
21. The Curse
22. Judgment Day
23. Eye of the Storm
24. Vendetta
25. The Hurting
26. The Burning Times
27. The Specter of Death
28. Cross-Fired
29. Patient Zero
30. The Chains of Forever
31. In the Beginning
32. Brotherly Love
33. An Eye for an Eye
34. Yo Ho Ho
35. Heart of Stone
36. Romancing Arcane
37. Swamp of Dreams
38. Heart of the Mantis
39. That's a Wrap